# Brahmakulam
Brahmakulam è una suddivisione dell'India, classificata come census town, di 13.026 abitanti, situata nel distretto di Thrissur, nello stato federato del Kerala. In base al numero di abitanti la città rientra nella classe IV (da 10.000 a 19.999 persone).

## Geografia fisica
La città è situata a 10° 34' 38 N e 76° 03' 10 E.

## Società

### Evoluzione demografica
Al censimento del 2001 la popolazione di Brahmakulam assommava a 13.026 persone, delle quali 6.117 maschi e 6.909 femmine. I bambini di età inferiore o uguale ai sei anni assommavano a 1.489, dei quali 751 maschi e 738 femmine. Infine, coloro che erano in grado di saper almeno leggere e scrivere erano 11.023, dei quali 5.278 maschi e 5.745 femmine.